# 郭雲深
郭 雲深（かく うんしん・Guo Yunshen、推定1820年 - 1901年ごろ）は、中国の武術家。形意拳の達人。諱は峪生、字を雲深。
河北省深県馬荘の人。一説によれば、貧しい鋳物鍛冶の子として生まれたといい、若年から好んで拳術を学んだが、数年学んだものの、何ら得るところが無かったという。後に李能然に遭遇し、語り合ったところ、形意拳は形式が極めて簡素ながら、その道の奥深いことを知り、郭雲深は形意拳に憧れを抱くようになったという。こうして李能然は郭雲深に真誠の心があると見て、その門下に収め、自ら親しく教授することとなる。 郭雲深は李能然の教えを受けても自ら悟ることがあり、いよいよ練功に励みて、数十年の間、朝夕欠かさず修練を続けたという。 
李能然が郭雲深に教えた手法とは、たとえば2人で対練した時など、一瞬の間に二丈の外に投げ飛ばされてしまう、だが、そこには苦痛は無く、あたかも手を軽々と一振りするだけかのようであるのに、身体が浮かされてしまうのである。その後郭雲深は何を学んでもその極意に達しないものは無かったといわれ、南北各地の同道の士と交流すること広く、体験することも多かったという。郭雲深の練った道理とは、つまるところ腹は実を極め、心は虚を極めることにあったと知られ、また兵書を好んで熟読し、奇門遁甲にすぐれていた。
郭雲深の生涯は波瀾と数多くの伝説に彩られ、敵に半歩進んで五行拳の崩拳の一打を発すると敵は皆倒れた為、人々は「半歩崩拳、あまねく天下を打つ」と賞賛を惜しまなかったという。
また彼の最も有名な俗説に、試合で相手を誤って打ち殺した故に、殺人の罪により監獄に収監され、そこで手枷足枷を付けられたまま虎形拳を練り、虎撲子の一手を編み出したという逸話があるが、これは門内の人間からは全くの誤りであると指摘されている。郭雲深は確かに人を殺め、3年間を獄で過ごしてはいるが、これは義憤に駆られた郭雲深が、ある土地で民衆を苦しめる匪賊の首領の館に害意をもって招かれ、彼にピストルで襲われた際に、愛用の月牙剣（鹿角刀）をもってこれを殺傷して、人々の賞賛を浴びたからであり、また獄での郭雲深は、彼に同情的な官警の者たちの配慮と、彼の義挙に感銘を受けた人々からの多額な献金により、獄での3年間を何不自由なく過ごしたという。
郭雲深は超絶の技法を誇る奇才であったが、時運には恵れず彼の多くの子弟たちとは異なり、世俗での立身出世は叶わず、北方数省で多数の門弟を教授したのみだったという。後に故郷に隠棲し81歳でその生涯を終えた。
その弟子には、李魁元、錢硯堂、閉門弟子で意拳を創始した王郷斎、孫式太極拳を創始した孫禄堂、「半歩崩拳」の呼び名を継承した尚雲祥などがいる。
※正確には孫禄堂は郭の得意門徒（最も優れた弟子）であった李魁元の入室門徒（内弟子）であり、尚雲祥は郭の教授を受けたが、李存義の得意門徒である。同様に劉奇蘭の弟子である李存義も郭の教授を受けている。